# Liste von Persönlichkeiten, die in Homburg gewirkt haben
Diese Liste beinhaltet Persönlichkeiten, die in Homburg gewirkt haben.
- Sébastien Le Prestre de Vauban (1633–1707) französischer General und Marschall von Frankreich, Festungsbaumeister Ludwigs XIV.; ließ Schloss und Stadt zur Festung ausbauen, seine Grundstruktur der Altstadt ist heute noch zu erkennen
- Johann Christian von Mannlich (1741–1822), Maler und Architekt; der leitende Architekt beim Bau von Schloss Karlsberg und legte dort im Auftrag von Karl II. August eine Gemäldesammlung an
- Karl II. August (1746–1795), Herzog von  Pfalz-Zweibrücken; erbaute Schloss Karlsberg
- Anton Gapp (1766–1833), französischer katholischer Priester und Gründer eines Schwesternordens in Homburg; 1811–1821 Pfarrer von Kirrberg
- Philipp Jakob Siebenpfeiffer (1789–1845), von 1818 bis 1832 Landcommissär in Homburg und verfasste hier einige seiner wichtigen Schriften
- Johann Georg August Wirth (1798–1848) gab in Homburg 1832 die Erstausgabe der Deutschen Tribüne heraus
- Carl Scharpff (1806–?), 1849–1859 erster Landtagsabgeordneter des Wahlkreises Homburg–Cusel
- Oscar Orth (1876–1958), Chirurg und Leiter des Landeskrankenhauses
- Carl Erich Alken (1909–1986), Urologe, Nestor der deutschen Urologie, Ehrensenator der Universität des Saarlandes
- Shlomo Lewin (1911–1980), deutscher Verleger und Rabbiner; war vor dem Zweiten Weltkrieg als Lehrer in Homburg tätig
- Wilhelm Weber (1918–1999), Kunsthistoriker und bildender Künstler; erforschte und dokumentierte das Schloss Karlsberg
- Friedrich Loew (1920–2018), langjähriger Professor am Universitätsklinikum, Gründer der Neurochirurgie Homburg
- Paul Gerhardt Scheurlen  (1923–2015), langjähriger Professor am Universitätsklinikum, Direktor der 1. Inneren Medizin
- Rosemarie Scheurlen (1925–2023), Ärztin und von 1977 bis 1985 saarländische Ministerin für Arbeit, Gesundheit und Sozialordnung für die FDP
- Leonhard Schweiberer  (1930–2017), Chirurg, langjähriger Professor am Universitätsklinikum, ehemaliger alpiner Skirennläufer
- Gernot Feifel (1935–2019), Chirurg, langjähriger Professor am Universitätsklinikum und Direktor der Chirurgie, Mitglied des deutschen Wissenschaftsrates
- Uwe Klimaschefski (* 1938), ehemaliger Fußball-Bundesliga-Spieler und -Trainer
- Michael Pfreundschuh (1949–2018) Hämatologe und Onkologe, Professor am Universitätsklinikum und Direktor der 1. Inneren Medizin
- Uğur Şahin (* 1965) Mediziner und Entwickler des COVID-19-Impfstoffs BNT162b2, Arzt am Universitätsklinikum
- Özlem Türeci (* 1967) Medizinerin und Entwicklerin des COVID-19-Impfstoffs BNT162b2, studierte Humanmedizin am Universitätsklinikum
- Sevim Kaya-Karadağ (* 1972), Politikerin (SPD), Mitglied des Stadtrates von Homburg